# Association des anciens amateurs de récits de guerre et d'holocauste
Cet article possède des paronymes, voir Arg et Aaarg !.
L'AAARGH ou Association des anciens amateurs de récits de guerre et d'holocauste est un site web négationniste et antisémite francophone créé en 1996.

## Contenu
Comportant des pages en diverses langues (français, anglais, italien, entre autres), le site propose des revues de presse et d'actualité et, en téléchargement, des ouvrages antisémites ou négationnistes d'auteurs comme Robert Faurisson, Roger Garaudy, Louis-Ferdinand Céline, Paul Rassinier ou Lucien Rebatet, mais aussi des textes antisionistes et des textes de référence très divers, y compris des encycliques. Le site a dû plusieurs fois changer d'adresse et a été successivement hébergé en Suède et aux États-Unis. Les auteurs du site sont anonymes, bien que certains aient soupçonné des membres du collectif La Vieille Taupe. La paternité du site est attribuée à Serge Thion et Pierre Guillaume.
L'AAARGH reproduit des textes sans l'autorisation des auteurs vivant « dans des pays où la loi autorise de graves atteintes à la liberté d'expression », car ces auteurs ne seraient pas libres de donner leur consentement. L'article 19 de la Déclaration universelle des droits de l'homme de 1948, garantissant la liberté d'opinion et d'expression, est reproduit sur de nombreuses pages.

## Restriction de l'accès au site
En 2005, le site a été au centre d'une première judiciaire en France lorsque, à la suite d'une plainte de l'Union des étudiants juifs de France, la justice française a ordonné aux fournisseurs d'accès à Internet français de filtrer l'accès au site (TGI Paris, ordonnance de référé du 13 juin 2005 ; confirmation par la Cour d'appel de Paris, 24 novembre 2006 et par la Cour de cassation le 19 juin 2008). L'AAARGH a réagi en migrant une partie de son contenu vers d'autres adresses.